# تاخمرت
تاخمرت (به عربی: تاخمرت) یک شهرداری در الجزایر است که در استان تیارت واقع شده‌است. تاخمرت ۳۴٬۱۲۴ نفر جمعیت دارد.